# Suzanne Stokes
Pour les articles homonymes, voir Stokes.
Suzanne Stokes (parfois Suzanne Lee Stokes ou Suzy Sands), est une actrice et modèle de charme américaine, née le 9 juillet 1979 à Naples (Floride).

## Biographie
Après avoir fini le lycée en 1997, elle part à Miami pour commencer une carrière de modèle, figure dans des catalogues de maillots de bain et de lingerie, et remporte des concours de beauté comme celui de l'Hawaiian Tropic. Elle est choisie par Alain Chabat pour incarner l'une des trois belles Bricol' Girls. Remarquée par Playboy, elle devient playmate du magazine en février 2000. Elle tente de devenir actrice, et fait notamment des apparitions dans des épisodes de séries télévisées comme Mortal Kombat: Conquest ou Frasier.

## Apparitions dans les numéros spéciaux dePlayboy
- Playboy's Nude Playmates Avril 2001.
- Playboy's Playmate Review 2001.
- Playboy's Playmates in Bed Décembre 2001.
- Playboy's Nude Playmates Avril 2002 (couverture avec Shannon Stewart).
- Playboy's Playmates in Bed Décembre 2002.
- Playboy's Nude Playmates Avril 2003.

## Filmographie
Sauf indication contraire, les informations mentionnées dans cette section peuvent être confirmées par la base de données cinématographiques IMDb,  présente dans la section « Liens externes ».
- 1999 : Bricol' Girls : Suzanne
- 1999 : Mortal Kombat: Conquest (série télévisée), épisode Stolen Lies : une jolie fille
- 2000 : Playboy: California Girls : elle-même
- 2000 : Playboy: Video Playmate Calendar 2001 : elle-même
- 2001 : Playboy: Playmates On the Catwalk : elle-même
- 2001 : Three Sisters (en) (série télévisée), épisode Mother's Day : la fille en costume de lapin
- 2003 : Satisfaction, clip de la chanson de Benny Benassi
- 2004 : Frasier (série télévisée), épisode Freudian Sleep : le fantasme du plombier
- 2005 : Frostbite (en) : la jolie fille dans le spa
- 2016 : The Sex Trip : la belle blonde
- 2018 : Dead Sexy : Dawn
- 2018 : Justice for All